# België op het wereldkampioenschap voetbal 1970
België was een van de deelnemende landen op het wereldkampioenschap voetbal 1970 in Mexico. Het was de vijfde deelname voor het land. Raymond Goethals nam als bondscoach voor de eerste en tevens laatste keer deel aan het WK. De toen zogenaamde Witte Duivels overleefden de eerste groepsfase niet. De spelersgroep werd geteisterd door heimwee en kende een slecht toernooi.

## Kwalificatie
België begon op 19 juni 1968 in groep 6 aan de kwalificatie voor het wereldkampioenschap. De Belgen mochten eerst op bezoek bij het zwakke broertje uit de groep: Finland. De Scandinaviërs kwamen echter verrassend op voorsprong via Turo Flink. Pas in de laatste vijf minuten van de partij konden de Duivels het tij doen keren. Paul Van Himst en Odilon Polleunis zorgden alsnog voor de belangrijke uitzege.
Nadien mocht Finland naar België afzakken. De thuiswedstrijd tegen Finland verliep beter voor Goethals' team. Al in de eerste helft hadden de Belgen een 3-0-voorsprong bij elkaar gevoetbald. Wilfried Puis opende de score van op de stip, Polleunis scoorde nadien nog twee keer. Na de rust vervolledigde de spits van Sint-Truidense VV zijn hattrick. Ook Léon Semmeling en opnieuw Puis waren trefzeker na de pauze. Pas in het slot kon Finland via een strafschop van Tommy Lindholm milderen.
In het derde kwalificatieduel werd er met 3-0 gewonnen van Joegoslavië. Rechtsachter Georges Heylens kreeg nochtans na een half uur al rood. Toch wist de Belgen nadien met een man minder nog drie keer te scoren. Johan Devrindt zorgde voor de twee eerste treffers, later maakte Polleunis al zijn vijfde van de campagne.
Het mooie resultaat tegen Joegoslavië bezorgde de Duivels moed. In de vierde wedstrijd stond Spanje op het programma. Het werd een spannende wedstrijd waarin België al na enkele minuten wist te scoren via Devrindt. Pas in de tweede helft maakte Spanje de gelijkmaker. José Garate beroerde de bal met zijn hand in doel. De Belgen protesteerden hevig, waardoor Pierre Hanon zelfs werd uitgesloten. Het bleef uiteindelijk 1-1.
De Belgen kregen echter meteen een kans op revanche. De Spanjaarden kwamen naar Luik, waar de rollen werden omgedraaid. Na zo'n 70 minuten kreeg Eladio Silvestre rood. De Duivels maakten gretig gebruik van de man meer en scoorden meteen twee keer via opnieuw Devrindt. Een minuut later zorgde invaller Juan Manuel Asensi voor de aansluitingstreffer, maar de Belgen hielden stand en waren met 9 punten zeker van groepswinst. In het laatste duel werd wel nog met 4-0 verloren van Joegoslavië.

### Kwalificatieduels
| 19 juni 1968     | Finland     | 1 – 2 | België      |
| 9 oktober 1968   | België      | 6 – 1 | Finland     |
| 16 oktober 1968  | België      | 3 – 0 | Joegoslavië |
| 11 december 1968 | Spanje      | 1 – 1 | België      |
| 23 februari 1969 | België      | 2 – 1 | Spanje      |
| 19 oktober 1969  | Joegoslavië | 4 – 0 | België      |

### Eindstand
| Land        | Wed | W | G | V | DV | DT | Ptn |
| ----------- | --- | - | - | - | -- | -- | --- |
| België      | 6   | 4 | 1 | 1 | 14 | 8  | 9   |
| Joegoslavië | 6   | 3 | 1 | 2 | 19 | 7  | 7   |
| Spanje      | 6   | 2 | 2 | 2 | 10 | 6  | 6   |
| Finland     | 6   | 1 | 0 | 5 | 6  | 28 | 2   |

## Het wereldkampioenschap
België werd voor het wereldkampioenschap ondergebracht in groep 1, samen met gastland Mexico, de Sovjet-Unie en El Salvador. Het eerste duel werd overtuigend gewonnen door de Belgen, die al hun wedstrijden in het imposante Aztekenstadion in Mexico-Stad afwerkten. Het werd 3-0. Wilfried Van Moer was de uitblinker met twee goals. Raoul Lambert zorgde van op de stip voor de eindstand.
Ondanks de goede start was de sfeer rond de nationale ploeg niet goed. Heel wat spelers, waaronder aanvoerder Paul Van Himst, hadden heimwee. Het team van bondscoach Raymond Goethals zat immers al lang voor het toernooi begon in Mexico. Andere spelers vulden hun vrije tijd dan weer met het gezelschap van lokale schoonheden. Ten slotte doken er ook geruchten op van rivaliteit tussen de verschillende groepen binnen de nationale ploeg. Zo was er de Anderlechtaanhang van Van Himst en het blok Standardspelers onder leiding van Van Moer.
In de tweede wedstrijd verloor België met ruime cijfers van de Sovjet-Unie. Na 76 minuten stonden de Belgen 4-0 achter. Enkel Lambert kon in het slot nog milderen. Desondanks maakte België nog kans op de volgende ronde, maar dan moest er gewonnen worden van het gastland. Na een tiental minuten liep het al mis voor de Duivels. Centrale verdediger Léon Jeck haalde een tegenstander neer in het strafschopgebied, waarna de Argentijnse arbiter de bal op de stip legde. De Belgen waren furieus en belaagden de Argentijn. Aanvoerder Gustavo Peña trapte de strafschop binnen en loodste Mexico naar de kwartfinale.

### Technische staf
| Naam             | Functie           |
| ---------------- | ----------------- |
| Technische staf  |                   |
| Raymond Goethals | Bondscoach        |
| Julien Labeau    | Assistent-trainer |

### Selectie
| No. | Naam                   | GW |   |   |   |   | Club              |
| --- | ---------------------- | -- | - | - | - | - | ----------------- |
| 1   | Christian Piot         | 3  | 0 | 0 | 0 | 0 | Standard Luik     |
| 2   | Georges Heylens        | 3  | 0 | 0 | 0 | 0 | RSC Anderlecht    |
| 3   | Jean Thissen           | 3  | 0 | 0 | 0 | 0 | Standard Luik     |
| 4   | Nico Dewalque          | 3  | 0 | 0 | 0 | 0 | Standard Luik     |
| 5   | Léon Jeck              | 2  | 0 | 0 | 0 | 0 | Standard Luik     |
| 6   | Jean Dockx             | 3  | 0 | 0 | 0 | 0 | RSC Anderlecht    |
| 7   | Léon Semmeling         | 3  | 0 | 0 | 0 | 0 | Standard Luik     |
| 8   | Wilfried Van Moer      | 3  | 1 | 0 | 0 | 0 | Standard Luik     |
| 9   | Johan Devrindt         | 2  | 0 | 0 | 1 | 0 | RSC Anderlecht    |
| 10  | Paul Van Himst         | 3  | 0 | 0 | 0 | 0 | RSC Anderlecht    |
| 11  | Wilfried Puis          | 3  | 0 | 0 | 0 | 0 | RSC Anderlecht    |
| 12  | Jean-Marie Trappeniers | 0  | 0 | 0 | 0 | 0 | RSC Anderlecht    |
| 13  | Jacques Beurlet        | 0  | 0 | 0 | 0 | 0 | Standard Luik     |
| 14  | Maurice Martens        | 0  | 0 | 0 | 0 | 0 | RSC Anderlecht    |
| 15  | Erwin Vandendaele      | 0  | 0 | 0 | 0 | 0 | Club Brugge       |
| 16  | Odilon Polleunis       | 2  | 0 | 0 | 1 | 1 | Sint-Truidense VV |
| 17  | Jan Verheyen           | 0  | 0 | 0 | 0 | 0 | Beerschot VAV     |
| 18  | Raoul Lambert          | 2  | 2 | 0 | 0 | 0 | Club Brugge       |
| 19  | Pierre Carteus         | 0  | 0 | 0 | 0 | 0 | Club Brugge       |
| 20  | Alfons Peeters         | 0  | 0 | 0 | 0 | 0 | RSC Anderlecht    |
| 21  | François Janssens      | 0  | 0 | 0 | 0 | 0 | Lierse SK         |
| 22  | Jacques Duquesne       | 0  | 0 | 0 | 0 | 0 | Olympic Charleroi |

### Wedstrijden

#### Poulefase
|                         |                                      |       |             |                                                                                              |
| 3 juni 1970 16:00 UTC+2 | België                               | 3 – 0 | El Salvador | Aztekenstadion, Mexico-Stad Toeschouwers: 59.000 Scheidsrechter: Andrei Radulescu (Roemenië) |
| 3 juni 1970 16:00 UTC+2 | Van Moer 12', 54' Lambert 76' (pen.) |       |             | Aztekenstadion, Mexico-Stad Toeschouwers: 59.000 Scheidsrechter: Andrei Radulescu (Roemenië) |

| België | El Salvador |

| België:          |    |                   |     |
|                  |    |                   |     |
| GK               | 1  | Christian Piot    |     |
| RB               | 2  | Georges Heylens   |     |
| CB               | 4  | Nico Dewalque     |     |
| CB               | 3  | Jean Thissen      |     |
| LB               | 6  | Jean Dockx        |     |
| CM               | 7  | Léon Semmeling    | 79' |
| CM               | 8  | Wilfried Van Moer |     |
| RW               | 9  | Johan Devrindt    |     |
| CF               | 10 | Paul Van Himst    |     |
| CF               | 18 | Raoul Lambert     |     |
| LW               | 11 | Wilfried Puis     |     |
| Invallers:       |    |                   |     |
| FW               | 16 | Odilon Polleunis  | 79' |
| Coach:           |    |                   |     |
| Raymond Goethals |    |                   |     |

| El Salvador:    |    |                           |     |
|                 |    |                           |     |
| GK              | 1  | Raul Magaña               |     |
| RB              | 2  | Roberto Rivas             |     |
| CB              | 3  | Salvador Mariona          |     |
| CB              | 5  | Ninon Osorio              |     |
| LB              | 14 | Mauricio Manzano          | 66' |
| CM              | 6  | Jose Antonio Quintanilla  |     |
| CM              | 8  | Jorge Vásquez             |     |
| RW              | 7  | Mauricio Alonso Rodríguez | 80' |
| CF              | 10 | Salvador Flamenco         |     |
| CF              | 9  | Juan Martínez             |     |
| LW              | 11 | Ernesto Aparicio          |     |
| Invallers:      |    |                           |     |
| FW              | 4  | Sergio Mendez             | 66' |
| FW              | 16 | Genaro Sermeño            | 80' |
| Coach:          |    |                           |     |
| Hernan Carrasco |    |                           |     |

|                         |                                                 |       |             |                                                                                                |
| 6 juni 1970 16:00 UTC+2 | Sovjet-Unie                                     | 4 – 1 | België      | Aztekenstadion, Mexico-Stad Toeschouwers: 59.000 Scheidsrechter: Rudolf Scheurer (Zwitserland) |
| 6 juni 1970 16:00 UTC+2 | Bishovets 14', 63' Asatiani 57' Chmelnitski 76' |       | 86' Lambert | Aztekenstadion, Mexico-Stad Toeschouwers: 59.000 Scheidsrechter: Rudolf Scheurer (Zwitserland) |

| Sovjet-Unie | België |

| Sovjet-Unie:     |    |                       |     |
|                  |    |                       |     |
| GK               | 2  | Anzor Kavazasjvili    |     |
| DF               | 3  | Valentin Afonin       |     |
| DF               | 5  | Vladimir Kaplitsjny   | 34' |
| DF               | 8  | Moertaz Choertsilava  |     |
| DF               | 9  | Albert Sjesternjov    |     |
| MF               | 4  | Revaz Dzodzoeasjvli   | 73' |
| MF               | 11 | Kachi Asatiani        |     |
| MF               | 14 | Vladimir Moentjan     |     |
| FW               | 16 | Anatoli Bisjovets     |     |
| FW               | 17 | Gennadi Jevrjoezjchin |     |
| FW               | 21 | Vitali Chmelnitski    |     |
| Invallers:       |    |                       |     |
| FW               | 6  | Jevgeni Lovtsjev      | 34' |
| MF               | 12 | Nikolaj Kiseljov      | 73' |
| Coach:           |    |                       |     |
| Gavriil Kasjalin |    |                       |     |

| België:          |    |                   |
|                  |    |                   |
| GK               | 1  | Christian Piot    |
| RB               | 12 | Georges Heylens   |
| CB               | 4  | Nico Dewalque     |
| CB               | 5  | Léon Jeck         |
| LB               | 3  | Jean Thissen      |
| CM               | 8  | Wilfried Van Moer |
| CM               | 6  | Jean Dockx        |
| RW               | 7  | Léon Semmeling    |
| CF               | 10 | Paul Van Himst    |
| CF               | 18 | Raoul Lambert     |
| LW               | 11 | Wilfried Puis     |
| Coach:           |    |                   |
| Raymond Goethals |    |                   |

|                          |                 |       |        | |
| 11 juni 1970 16:00 UTC+2 | Mexico          | 1 – 0 | België | Aztekenstadion, Mexico-Stad Toeschouwers: 108.192 Scheidsrechter: Norberto Angel Coerezza (Argentinië) |
| 11 juni 1970 16:00 UTC+2 | Peña 14' (pen.) |       |        | Aztekenstadion, Mexico-Stad Toeschouwers: 108.192 Scheidsrechter: Norberto Angel Coerezza (Argentinië) |

| Mexico | België |

| Mexico:       |    |                        |     |
|               |    |                        |     |
| GK            | 1  | Ignacio Calderón       |     |
| RB            | 13 | José Vantolrá          |     |
| CB            | 3  | Gustavo Peña           |     |
| CB            | 14 | Javier Guzmán          |     |
| LB            | 5  | Mario Pérez            |     |
| CM            | 17 | José Luis González     |     |
| CM            | 15 | Héctor Pulido          |     |
| CM            | 8  | Antonio Munguía        |     |
| RW            | 19 | Javier Valdivia        | 46' |
| CF            | 11 | Aarón Padilla          |     |
| LW            | 21 | Javier Fragoso         |     |
| Invallers:    |    |                        |     |
| MF            | 20 | Juan Ignacio Basaguren | 46' |
| Coach:        |    |                        |     |
| Raúl Cárdenas |    |                        |     |

| België:          |    |                   |     |
|                  |    |                   |     |
| GK               | 1  | Christian Piot    |     |
| RB               | 2  | Georges Heylens   |     |
| CB               | 4  | Nico Dewalque     |     |
| CB               | 5  | Léon Jeck         |     |
| LB               | 3  | Jean Thissen      |     |
| CM               | 8  | Wilfried Van Moer |     |
| CM               | 6  | Jean Dockx        |     |
| RW               | 7  | Léon Semmeling    |     |
| CF               | 10 | Paul Van Himst    |     |
| CF               | 16 | Odilon Polleunis  | 65' |
| LW               | 11 | Wilfried Puis     |     |
| Invallers:       |    |                   |     |
| FW               | 9  | Johan Devrindt    | 65' |
| Coach:           |    |                   |     |
| Raymond Goethals |    |                   |     |

KBVB · A-internationals · Selecties · Statistieken · Bondscoaches · Belgisch vrouwenelftal · Olympisch elftal · België U21 · België U20 · België U19 · België U18 · België U17 · België U16 · Vrouwen U19 · Vrouwen U17
Albanië ·
Algerije ·
Andorra ·
Argentinië ·
Armenië ·
Australië ·
Azerbeidzjan ·
Bosnië en Herzegovina · 
Brazilië ·
Bulgarije ·
Burkina Faso ·
Canada ·
Chili ·
Colombia ·
Costa Rica ·
Cyprus ·
DDR ·
Denemarken ·
Duitsland ·
Egypte ·
El Salvador ·
Engeland ·
Estland ·
Faeröer ·
Finland ·
Frankrijk ·
Gabon ·
Gibraltar ·
Griekenland ·
Hongarije ·
Ierland ·
IJsland ·
Irak ·
Israël ·
Italië ·
Ivoorkust ·
Japan ·
Joegoslavië ·
Kazachstan ·
Kroatië · 
Letland ·
Litouwen ·
Luxemburg ·
Malta ·
Marokko ·
Mexico ·
Montenegro · 
Nederland ·
Noord-Ierland ·
Noord-Macedonië ·
Noorwegen ·
Oekraïne ·
Oostenrijk ·
Panama · 
Paraguay ·
Peru ·
Polen ·
Portugal ·
Qatar ·
Roemenië ·
Rusland ·
San Marino ·
Saoedi-Arabië ·
Schotland ·
Servië ·
Servië en Montenegro ·
Slovenië ·
Slowakije ·
Sovjet-Unie ·
Spanje ·
Tsjechië ·
Tsjecho-Slowakije ·
Tunesië · 
Turkije · 
Uruguay · 
Verenigde Staten · 
Wales · 
Wit-Rusland ·
Zambia · 
Zuid-Korea · 
Zweden · 
Zwitserland
Algerije (2014) ·
Argentinië (2014) · 
Brazilië (2018) · 
Canada (2022) · 
Denemarken (2021) · 
Engeland (2018, 1) · 
Engeland (2018, 2) · 
Finland (2021) · 
Frankrijk (1904) ·
Frankrijk (2018) · 
Ierland (2016) · 
Italië (2016) · 
Italië (2021) · 
Japan (2018) · 
Kroatië (2022) · 
Marokko (2022) · 
Nederland (1985) · 
Panama (2018) ·
Polen (1982) · 
Portugal (2021) · 
Rusland (2014) · 
Rusland (2021) · 
Sovjet-Unie (1982) · 
Tunesië (2018) · 
Verenigde Staten (2014) ·
West-Duitsland (1980) · 
Zuid-Korea (2014)